# Azora mecana
Las azoras mecanas, mequíes o de La Meca son los capítulos del Corán considerados más antiguos, de acuerdo con el momento y el trasfondo contextual de la revelación (asbāb al-nuzūl). El orden cronológico tradicional atribuido a Ibn Abbás fue ampliamente aceptado a partir de su adopción por la edición estándar egipcia de 1924. Se cree que estos capítulos fueron revelados en algún momento antes de la Hégira, o sea la migración del profeta Mahoma y sus seguidores de La Meca a Medina. Las azoras mequíes se diferencian de las azoras mediníes, que son las revelaciones que ocurrieron después de la migración.
Las azoras mequíes son típicamente más cortas que las azoras mediníes, con versos (aleya) relativamente cortos, y en su mayoría se acercan al final del Corán. (Como regla general, los capítulos del Corán están ordenados del más largo al más corto). La mayoría de los capítulos que contienen muqatta'at son mequíes.
La clasificación de los azoras en mequíes y mediníes surge como consecuencia de decisiones estilísticas y temáticas, y se basa en factores como la longitud del versículo y la presencia o ausencia de ciertos conceptos o palabras clave (por ejemplo, al-Rahman como nombre de Dios).

## Características de las azoras mecanas
A continuación se presentan algunas características de los versos mecanos o mequíes.
- Cualquier azora que tenga un verso que ordene postrarse ante Allah (آيات السجدة) es mequí, excepto la azora 13[3] y la 22.[4]
- Cualquier azora que contenga la palabra kalla كلا ('nunca') es mequí, y se encuentra solo en la segunda mitad del Corán.
- Cualquier azora que tenga la frase ياأيها الناس Oh gente, pero que no tenga la frase يأيها اللذين آمنوا Oh, tú que crees, es mequí, excepto el azora 22.
- Cualquier azora que comience con las letras iniciales muqattaat es mequí, excepto los azoras 2, 3 y 13.
- Cualquier azora que relata la historia de Adán e Iblís (es decir, Satanás) es mequí, excepto el azora 2.[5]
- Cualquier azora que relata las historias de profetas anteriores y su gente es La Meca, excepto el azora 2.

Características estilísticas:
- Versos cortos, de estilo fuertemente retórico y sonido rítmico.
- Uso repetido del énfasis, la exhortación, las analogías y el juramento.

Características temáticas:
- Énfasis en la creencia en Alá, el Día del Juicio, la descripción del Infierno y del Cielo (paraíso), excepto el azora 2.
- Llamar a la adhesión a los buenos caracteres morales y universales como la veracidad, la bondad hacia los familiares, ancianos y vecinos, etc.
- Cuestiona a aquellos politeístas y refuta su asociación con Alá.
- Advierte a los politeístas con historias de mensajeros previos, y que el castigo llegó a sus pueblos cuando rechazaron el mensaje divino.

## Cronología de las azoras mecanas
El orden cronológico propuesto por Abu al-Qasim ʿUmar ibn Muhammad ibn ʿAbd al-Kafi es considerado el «orden tradicional» y consta de 86 azoras, a saber:
96, 68, 73, 74, 1, 111, 81, 87, 92, 89,
93, 94, 103, 100, 108, 102, 107, 109, 105, 113,
114, 112, 53, 80, 97, 91, 85, 95, 106, 101,
75, 104, 77, 50, 90, 86, 54, 38, 7, 72,
36, 25, 35, 19, 20, 56, 26, 27, 28, 17,
10, 11, 12, 15, 6, 37, 31, 34, 39, 40,
41, 42, 43, 44, 45, 46, 51, 88, 18, 16,
71, 14, 21, 23, 32, 52, 67, 69, 70, 78,
79, 82, 84, 30, 29, 83
Theodor Nöldeke propuso un orden cronológico diferente, que consta de 90 azoras. Posteriormente sería conocida como la cronología Nöldeke-Schwally, a saber:
- Del primero al quinto año de la misión de Mahoma:

96, 74, 111, 106, 108, 104, 107, 102, 105, 92,
90, 94, 93, 97, 86, 91, 80, 68, 87, 95,
103, 85, 73, 101, 99, 82, 81, 53, 84, 100,
79, 77, 78, 88, 89, 75, 83, 69, 51, 52,
56, 70, 55, 112, 109, 113, 114, 1
- El quinto y sexto año de su misión:

54, 37, 71, 76, 44, 50, 20, 26, 15, 19,
38, 36, 43, 72, 67, 23, 21, 25, 17, 27, 18
- Desde el séptimo año hasta la Hégira:

32, 41, 45, 16, 30, 11, 14, 12, 40, 28,
39, 29, 31, 42, 10, 34, 35, 7, 46, 6, 13

## Primeras azoras mecanas
El primer periodo mecano se refiere al primer período en el que Mahoma comenzó a recibir revelaciones. Las primeras azoras mecanas son los capítulos que se han revelado a lo largo de ese período. Reflejan el entorno público en el que parecen haber sido compartidos y, debido a su estructura y extensión, parecen presentarse de una manera que sería muy fácil de memorizar y transmitir oralmente, sin mencionar que muchas de las azoras parecen usarse durante las primeras liturgias. Son relativamente más cortos que otros capítulos del Corán, pero son más diversos en términos de estructura. 
En comparación con otras azoras posteriores, las azoras del primer período mecano emplean más rimas a pesar de ser más cortas. Varían desde un párrafo de menos de 5 versículos (por ejemplo, las azoras 97, 103, 105, 108 y 111) hasta estar organizados en grupos de dos (azoras 81, 91), tres (azoras 82, 84, 86, 90, 92) o cuatro versos (azoras 85, 89). Algunas de estas azoras también adoptan una estructura tripartita equilibrada en la que comienzan y concluyen. El tema principal de estas azoras gira en torno a presentar a la humanidad cuán obvia es la existencia de Dios mediante el uso de fórmulas de juramento que involucran el poder de la naturaleza en un tono enfático. Vemos especialmente que las azoras hacen referencia a civilizaciones destruidas, declarando que su destrucción es la voluntad de Dios. Se pone un gran énfasis en que Dios es el creador de la Tierra y el Cielo y todo lo que se encuentra en el medio, además de que su generosidad inalcanzable. 
Ciertas azoras generalmente hablan sobre la ética y los valores que los seres humanos deben tener, especialmente el hecho de que los seres humanos deben ser humildes por el poder de Dios, no deben llevar una vida extravagante, ser amorosos y altruistas, especialmente con los más pobres. 
Por último, pero no menos importante, estas azoras contienen profecías escatológicas. Aunque no tan elaboradas como en azoras posteriores, estas profecías aparecen con un tono amenazante para que la gente sepa en general sobre la existencia del Día del Juicio y todo lo que abarca (azora 103, 68, etc.), pero además, contienen algunas de las explicaciones más visuales del cielo.

## Segundas azoras mecanas
Hay 21 azoras en el segundo período mecano. Estas azoras tienen, en promedio, aleyas (versículos) de entre doce y veinte sílabas de longitud. Algunas azoras tienen menos de cincuenta aleyas, mientras que otras, como la azora 20, Ta-Ha, tienen más de 100 aleyas. Estas azoras no tienen características particulares, como las azoras del primer y tercer período mecano, sino que muestran una combinación de características de las azoras mecanas anteriores y posteriores. Estas azoras intermedias mantienen y amplían la estructura tripartita del verso. Según Ernst[cita requerida], las azoras que se adhieren a esta estructura (común en la poesía árabe preislámica) tendrá una primera y una tercera sección más cortas y paralelas entre sí en alcance y audiencia. La tercera sección «normalmente concluirá con una floritura». Estas partes delimitan una sección central algo más grande, que es «típicamente una narrativa de profecía y lucha».
Estas azoras también tienden a usar menos juramentos que las azoras mecanas anteriores, pero adoptan un enfoque mucho más confrontativo respecto a los incrédulos. Algunas azoras de este período adoptan una forma que se asemeja a un servicio monoteísta, como se ve a menudo en las azoras mecanas posteriores. Por ejemplo, la azora 20 comienza con una sección que proclama la grandeza de Dios y luego pasa inmediatamente a una historia sobre Moisés. Después de que concluye la larga historia, se dedican varios versículos a explicar el significado de la historia, especialmente en lo que se refiere a los incrédulos.
Debido a la presencia de elementos de las azoras mecanas anteriores y posteriores, las azoras del período intermedio ejemplifican el desarrollo gradual de las revelaciones coránicas a lo largo del tiempo, a medida que la comunidad de Mahoma crecía y cambiaba lentamente. Esto se manifiesta en el hecho de que las azoras del segundo período tienden a la autorreferencialidad, donde el Corán usa Qur'an ('recitación' o el Corán) y kitaab ('libro') para hacer mención a su propia existencia (azoras 54, 37, 15, et al.), señalando que de hecho hay un mensaje sagrado que viene de Dios. Han surgido controversias a partir de estos versículos, en los que se debate la cuestión de la existencia de la Palabra. Algunos creen que el Corán existe y existió siempre al igual que Dios, mientras que otros creen que el Corán fue la Palabra para los pueblos árabes de Mahoma desde su profecía en adelante.

## Terceras azoras mecanas
Este período está marcado desde el comienzo de la clerecía pública de Mahoma hasta la Hégira, o la Migración a Abisinia. Según la traducción de Yusuf Ali, el tercer período mecano va desde el séptimo año hasta la Hégira (aproximadamente 619-622 d. C.). Este período se caracteriza por la persecución de Mahoma y los musulmanes por parte de los coraichitas (Quraysh) a medida que se expandía a su clan, el Hashem. Para persuadir al clan de que cediera su protección a Mahoma, los coraichitas boicotearon a Hashem. Las revelaciones de este período se caracterizan por descripciones de la resurrección, el paraíso y el Día del Juicio. En este período, la estructura tripartita se abandona por una estructura más larga y menos compleja, mostrando una forma de colección que sigue siendo un misterio para los estudiosos. En su mayoría contienen direcciones largas para la comunidad de creyentes (mucho más grandes en este momento). Además, Dios comienza a dirigirse directamente a Mahoma en lugar de ser utilizado simplemente como el medio por el cual se transmite el mensaje de Dios.
Las azoras de este período muestran las formas en que los creyentes deben actuar, incluso cuando enfrentan oposición y dificultades.
En el tercer período mecano, las imágenes sensuales de doncellas vírgenes con prominentes curvas y ojos abiertos han sido reemplazadas por referencias a las esposas. N78/E60 del tercer período mecano: «cualquiera de sus padres, sus cónyuges e hijos han actuado con honor». En el tercer período mecano, Mahoma y la comunidad musulmana ya habían conseguido suficientes apoyos. En los primeros períodos mecanos, estas descripciones sensuales y tentaciones de vírgenes voluptuosas se utilizaron para atraer la atención de los paganos de La Meca; sin embargo, en el tercer período, los objetivos se habían reajustado no para atraer a los paganos sino para alentar y fomentar una comunidad respetuosa con la ley, centrada en adorar a Dios y su Palabra.
En un análisis de 2013 se discutió una reconstrucción completa de esta cronología de los versos.